# Maurice Hirsch
Maurice Hirsch (* 30. Mai 1993 in Mannheim) ist ein ehemaliger deutscher Fußballspieler und Trainer.

## Karriere
Aufgewachsen im Mannheimer Stadtteil Neckarau begann Hirsch beim heimischen TSV mit dem Fußballspielen. Nach zwei Jahren schloss er sich dem SV Waldhof Mannheim an, für den er von der F- bis zur C-Jugend spielte. Danach wechselte er in die Jugendabteilung der TSG 1899 Hoffenheim. Mit deren A-Junioren gewann er 2010 den DFB-Pokal. Von 2012 bis 2014 spielte er für die Hoffenheimer Reservemannschaft in der Regionalliga Süd.
Zur Saison 2014/15 wechselte er zum Bundesligisten Hannover 96, für den er am 25. Oktober 2014 gegen Borussia Dortmund debütierte.
Um Spielpraxis zu erhalten, wurde Hirsch in der Rückrunde der Saison 2015/16 an den Zweitligisten SpVgg Greuther Fürth verliehen. Danach kehrte er nach Hannover zurück. Zur Spielzeit 2017/18 schloss sich Hirsch den Stuttgarter Kickers in der Regionalliga Südwest an und wechselte im Sommer 2018 zum SV Waldhof Mannheim. Mit dem Klub wurde er in der Saison 2018/19 Meister und stieg in die 3. Liga auf.
Nachdem sein Vertrag jedoch nicht verlängert worden war, wechselte er zum Mannheimer Verbandsligisten VfB Gartenstadt. Über den 1. FC Bruchsal führte sein Weg in die Kreisliga Mannheim zum SC Rot-Weiß Rheinau, wo er 2023 das Traineramt übernahm und das Team in die Landesliga führte. Im Frühjahr 2024 gab Hirsch bekannt, dass er zur Saison 2024/25 die U17 des SV Waldhof Mannheim trainieren wird.